# Гудина Тумса

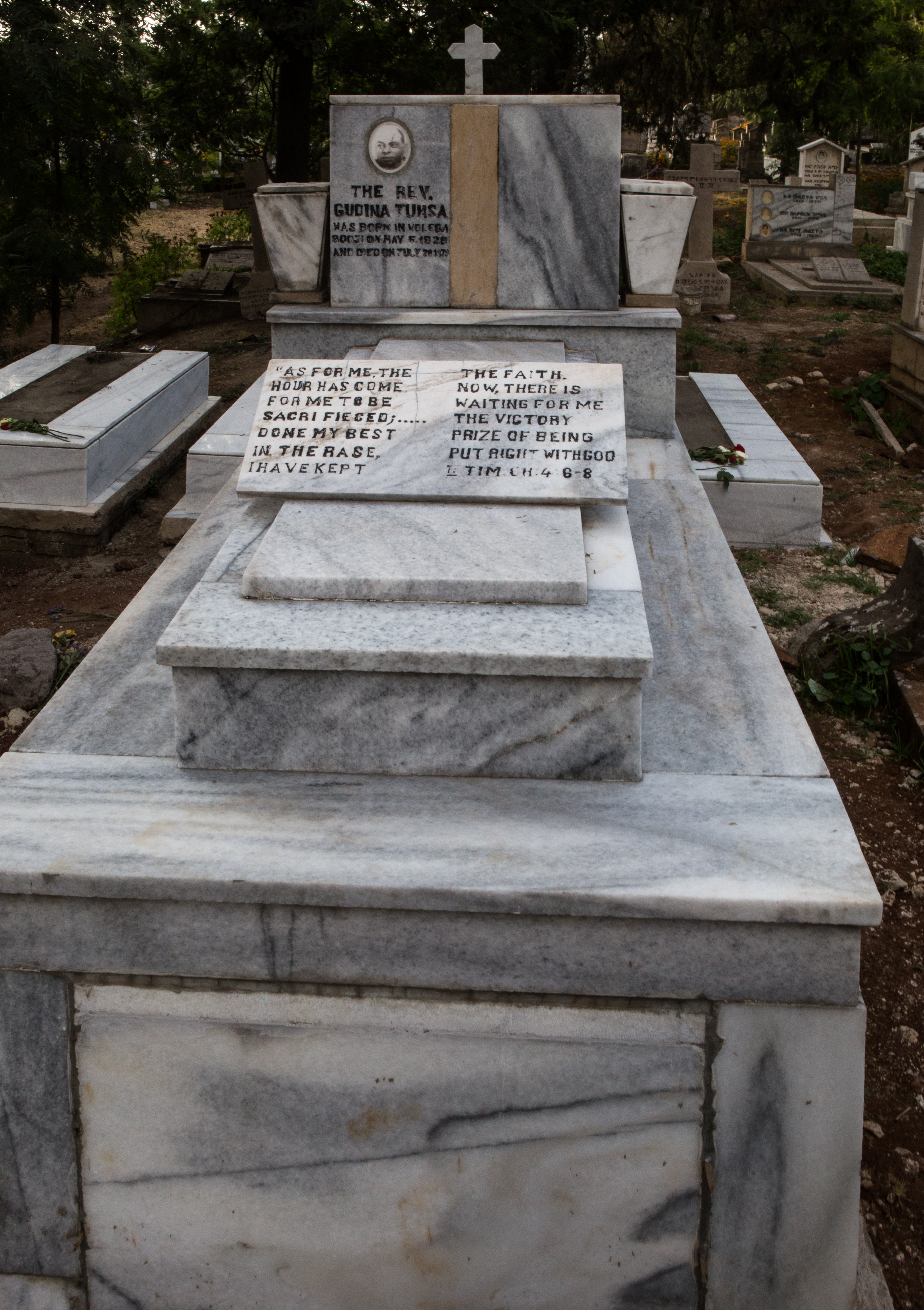
Могила Гудины Тумсы в Аддис-Абебе

Гудина Тумса (оромо Guddinaa Tumsaa) (1929 — 28 июля 1979 года) — эфиопский лютеранский теолог, с 1966 года по 1979 год — генеральный секретарь церкви Мекане Йесус. Погиб от рук солдат Временного военно-административного совета Эфиопии.

## Биография
Гудина Тумса родился в 1929 году в регионе Оромия (по этнической принадлежности — оромо). В 1955—1958 году получил теологическое образование в шведской евангелической миссии в Наджо.
В 1963 году как один из лидеров недавно созданной церкви Мекане Йесус был послан для обучения в США. Получал образование в лютеранской семинарии в городе Сент-Пол, где на его убеждения значительное влияние оказали труды Рейнгольда Нибура. В 1966 году получил учёную степень бакалавра теологии. После возвращения в Эфиопию Тумса был избран генеральным секретарём церкви. В этом качестве принимал участие в ряде конференций ВЛФ и ВСЦ.
После прихода к власти прокоммунистического режима отношение к Мекане Йесус постепенно ухудшилось. В июне 1979 года Гудина Тумса был арестован, но вскоре освобождён в результате ходатайства президента Танзании Джулиуса Ньерере. После этого теологу предложили бежать из страны, но он отказался, мотивируя это тем, что не может оставить свою паству. В июле Тумса был похищен и убит (задушен) солдатами режима. Впоследствии его стали называть «Бонхёффером Африки».

## Память
В 1992 году был создан фонд имени Гудины Тумсы, который декларировал цель своего создания помощь людям страдающим физически, а также тем, кто желает справедливости и свободы. В 2008 году группой молодых эфиопских теологов был создан форум имени Гудины Тумсы. В 2013 году его могилу во время визита в Эфиопию посетил президент ФРГ Йоахим Гаук.

## Семья
Гудина Тумса был женат на Tсехай Толесса и имел дочерей Ленса Гудина и Астер Гудина. Ленса в настоящее время является управляющим директором фонда имени Гудина Тумса.